# فيرونيكا ويجوود
السيدة فيرونيكا ويجوود (20 يوليو 1910 - 9 مارس 1997) (بالإنجليزية: Veronica Wedgwood)‏. مؤرخة وكاتبة إنجليزية أصبحت مرجعًا رائدًا في تاريخ القرن السابع عشر، وبخاصة فيما يتعلق برجال وأحداث الحرب الأهلية الإنجليزية. ومن أهم كُتبها عن هذه الفترة: سترافورد (1935)؛ أوليفر كرومويل (1939)؛ سلام الملك (1955)؛ حرب الملك (1958)؛ محاكمة تشارلز الأول (1964). ومن بين كُتبها الأخرى حرب الثلاثين عاما (1930)؛ وليم الصامت (1944)؛ أدب القرن السابع عشر (1950)؛ ملتون وعالمه (1969)؛ المستقبل السياسي لروبنز (1975). ولدت سيسلي فيرونيكا وجوود في ستوكسفيلد، بمقاطعة نورثمبرلاند ودرست في جامعة أكسفورد، ثم حصلت على وسام الاستحقاق بلقب سيدة الإمبراطورية البريطانية في عام 1968.

## روابط خارجية
- فيرونيكا ويجوود على موقع مونزينجر (الألمانية)